# (606) Brangäne
(606) Brangäne est un astéroïde de la ceinture principale découvert par August Kopff le 18 septembre 1906 à Heidelberg.
Il a été ainsi baptisé en référence au personnage de Brangäne, servante et confidente d'Isolde dans l'opéra Tristan et Isolde du compositeur allemand Richard Wagner (1813 - 1883).